# SPOLU
SPOLU je volební koalice českých politických stran. Vznikla v roce 2020 a je složena z bloku středopravicových stran. Tvoří ji ODS, KDU-ČSL a TOP 09. Lídrem je Petr Fiala. Koalice se ziskem 27,8 % hlasů vyhrála volby do Poslanecké sněmovny Parlamentu ČR v roce 2021 a získala 71 mandátů.
Koalice byla zpočátku nazývána Trojkoalice, od 9. prosince 2020 po oznámení spolupráce a představení je nazývána SPOLU, pod tímto názvem strany ve sněmovních volbách kandidovaly.
Koalice odmítla na vládní úrovni spolupracovat s hnutím ANO, což oznámil lídr koalice Petr Fiala v prosinci 2020 novinářům. Toto tvrzení byl nucen kvůli neustávajícím spekulacím opakovat až do voleb. Za preferovaného partnera představitelé koalice opakovaně označovali koalici Pirátů a Starostů, se kterými také začali po volbách vyjednávat o vládě.
Strany koalice vytvořily v Poslanecké sněmovně samostatné kluby, se společnými jednáními. Povolební postup však měly společný. Koalice SPOLU sestavila s koalicí Piráti a Starostové vládu Petra Fialy jmenovanou 17. prosince 2021. Koalice SPOLU obsadila 11 ministerských postů, Piráti a Starostové 7.

## Historie

### Počátky
Již po volbách v roce 2017, které dopadly pro středopravicové strany neúspěšně, se začalo uvažovat o spojení těchto stran do koalice. Výzvy k takovému spojení postupně sílily. Nejčastěji byla skloňována spolupráce ODS, TOP 09, KDU-ČSL a hnutí STAN. Toto hnutí se však v průběhu roku 2020 začalo příklánět spíše ke spolupráci s Českou pirátskou stranou.
Po krajských volbách v roce 2020 začaly ODS, KDU-ČSL a TOP 09 oficiálně jednat o možné volební koalici pro české parlamentní volby v roce 2021.

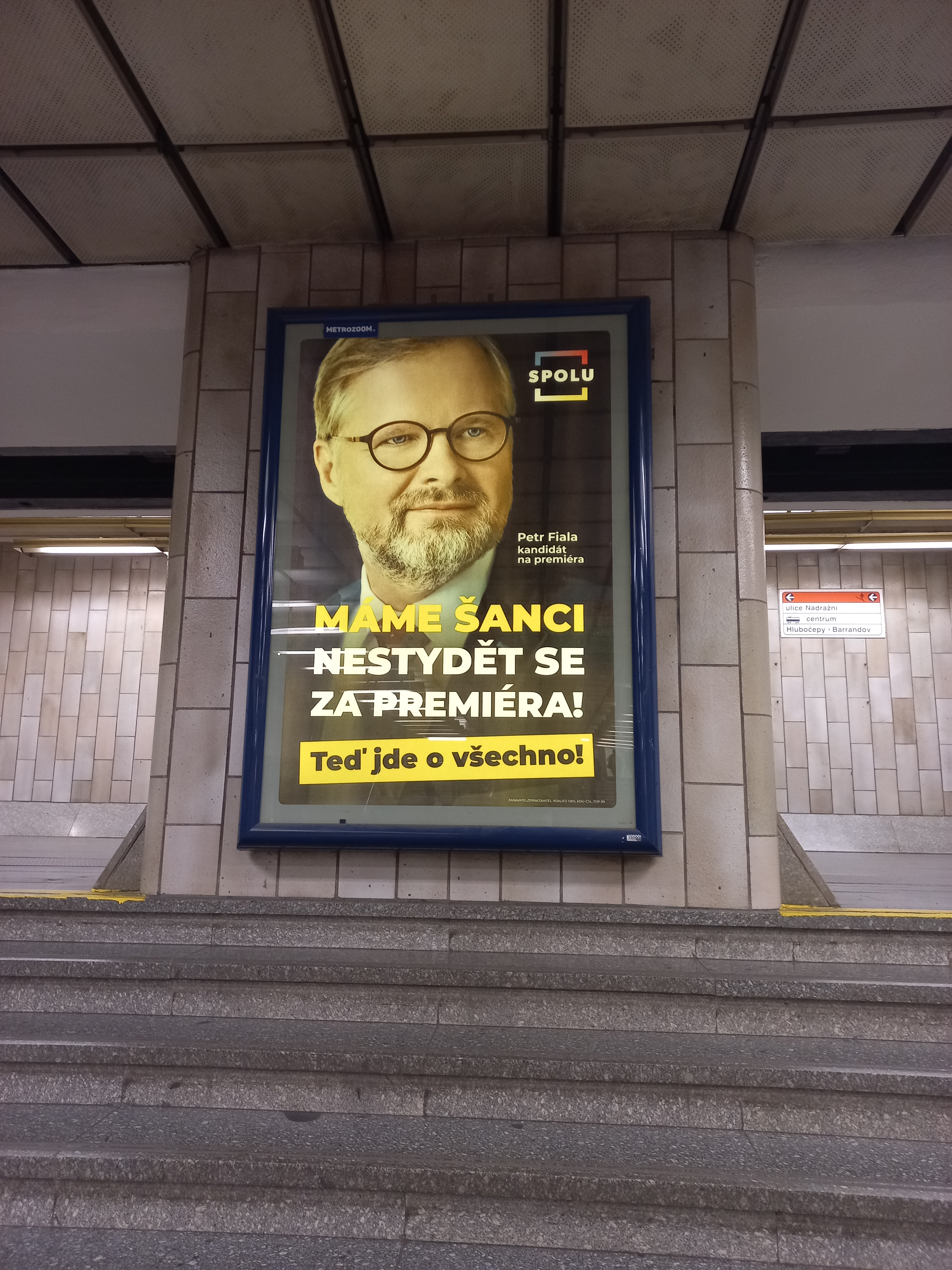
Kampaň koalice SPOLU v pražském metru na začátku října 2021

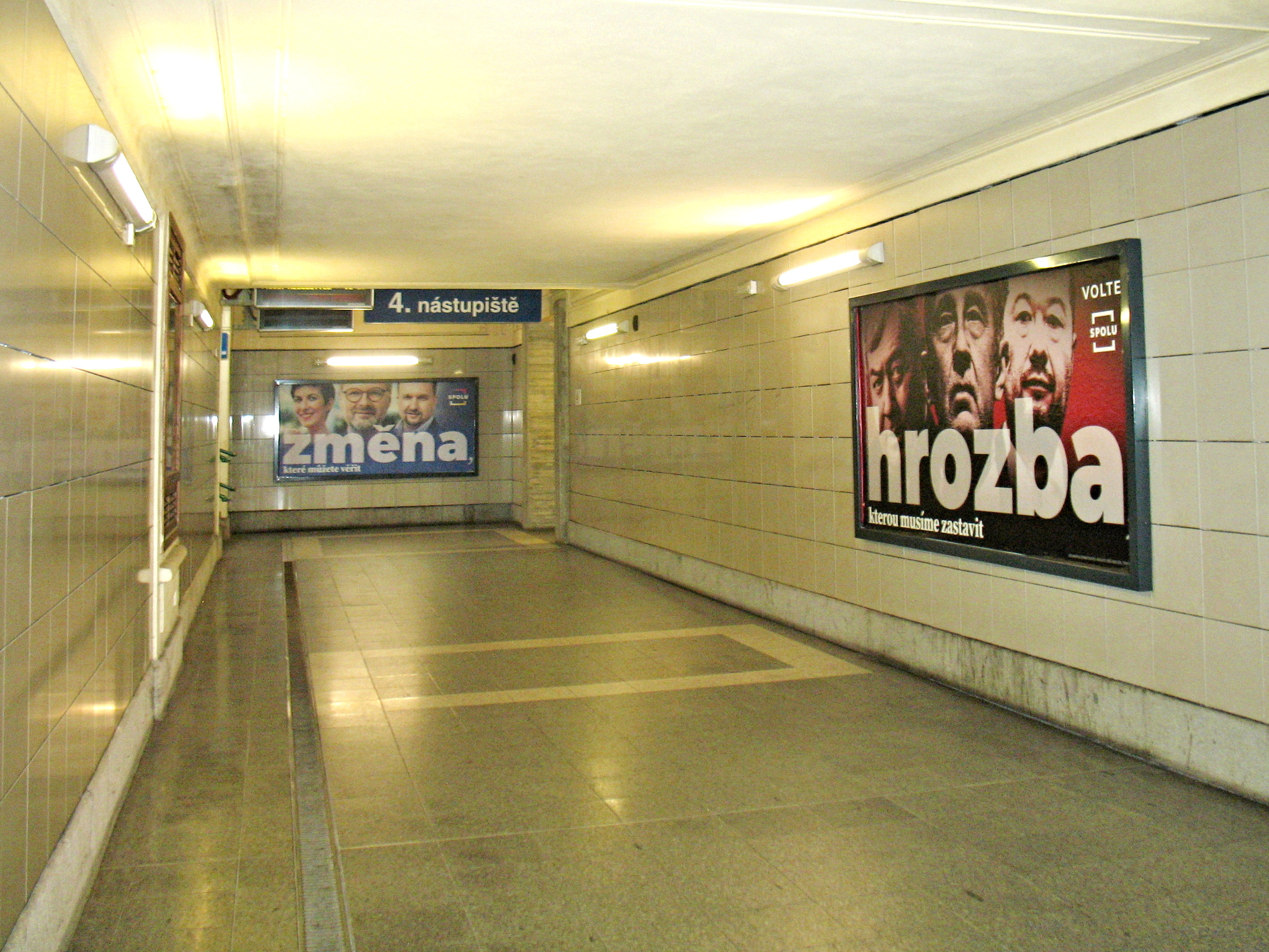
Předvolební billboardy koalice SPOLU v podchodu železniční stanice České Budějovice (září 2021)

Vedení ODS souhlasilo s utvořením koalice s dalšími stranami 25. října 2020. O dva dny později tehdejší lídři stran Petr Fiala, Marian Jurečka a Markéta Adamová podepsali memorandum o spolupráci a oznámili, že ODS, KDU-ČSL a TOP 09 utvořili volební koalici pro následující parlamentní volby. Společným kandidátem na premiéra byl předseda ODS Petr Fiala. Dne 11. listopadu strany oznámily, že ODS nominuje lídry v 9 krajích, KDU-ČSL ve třech krajích a TOP 09 ve dvou krajích. Volební koalice byla v médiích označována jako Trojkoalice, dne 9. prosince roku 2020 bylo oznámeno, že koalice bude vystupovat pod názvem „SPOLU“.

### Předvolební kampaň
Dne 9. prosince 2020 koalice SPOLU představila východiska volebního programu a počáteční kampaň s logem.
Dne 11. dubna 2021 podepsali předsedové stran koaliční smlouvu a představili logo.
Poslanec Dominik Feri představil kampaň pro mladé voliče s názvem „Mám hlas“, která byla součástí kampaně koalice SPOLU pro volby do Poslanecké sněmovny. Informace o opakovaném sexuálním obtěžování, včetně podezření ze znásilnění, kterého se měl Dominik Feri dopustit, vedla k odstranění webové stránky této části kampaně z internetu.
Předsedou volebního štábu koalice Spolu byl místopředseda ODS Zbyněk Stanjura a místopředsedou byl europoslanec a místopředseda KDU-ČSL Tomáš Zdechovský, který se podílel i na door to door kampani.

### Sestavení vlády po volbách
Zástupci koalice se večer po volbách 9. října setkali se zástupci Pirátů a Starostů a podepsali memorandum o vytvoření společné vlády. Strany se tím tak zavázaly, že nebudou spolupracovat s jinými stranami. Přestože tato dvě uskupení měla ve sněmovně většinu 108 hlasů, tak se 10. října prezident Miloš Zeman setkal s lídrem hnutí ANO, aby mu nabídl možnost sestavit vládu. 15. října 2021 Andrej Babiš uvedl, že nabídku nepřijme a odejde do opozice. Pověření Petra Fialy sestavením vlády zkomplikovala i ta skutečnost, že byl Miloš Zeman na několik týdnů převezen do Ústřední vojenské nemocnice. Dne 8. listopadu SPOLU podepsalo koaliční smlouvu s koalicí Piráti a Starostové. Pověření Petra Fialy sestavením vlády se protáhlo, původně se plánovalo na 26. listopadu, avšak kvůli prezidentově nákaze koronavirem se uskutečnilo až o dva dny později. Jmenování proběhlo netradičně na zámku v Lánech, prezident byl za plexisklem. ODS tak po více než osmi letech znovu obsadila pozici předsedy vlády České republiky. 17. prosince byla jmenována celá vláda (kromě ministra zemědělství Zdeňka Nekuly, který kvůli nákaze koronavirem musel na jmenování počkat až do 3. ledna 2022), přičemž SPOLU získalo ministerstvo financí, ministerstvo práce a sociálních věcí, ministerstvo obrany, ministerstvo spravedlnosti, ministerstvo zemědělství, ministerstvo životního prostředí, ministerstvo dopravy, ministerstvo zdravotnictví, ministerstvo kultury, nově vzniklé ministerstvo pro vědu, výzkum a inovace a post premiéra.

### Prezidentské volby 2023
Dne 4. října 2022 koalice SPOLU oznámila, že do prezidentských voleb 2023 nenominuje vlastního kandidáta, aby nerozmělňovala hlasy. V prvním kole podpořila Danuši Nerudovou, Petra Pavla a Pavla Fischera.
Petr Pavel vyhrál se ziskem 1 975 056 hlasů (35,40 %) 1. kolo voleb a spolu s Andrejem Babišem postoupil do 2. kola. V něm Pavel zvítězil se ziskem 3 359 151 hlasů (58,32 %).

### Po roce 2024
Ve volbách do Evropského parlamentu 2024 kandidovaly ODS, KDU-ČSL a TOP 09 opět v rámci koalice SPOLU, přičemž koalice se ve volbách se ziskem šesti mandátů umístila na druhém místě za hnutím ANO. V některých krajích pak kandidovaly strany jako koalice SPOLU i v krajských volbách v roce 2024, a to například ve Středočeském kraji, Jihomoravském kraji nebo v Libereckém kraji.
V říjnu 2024 uvedl premiér a předseda ODS Petr Fiala, že koalice SPOLU bude kandidovat i ve volbách do Poslanecké sněmovny v roce 2025. V březnu 2025 podepsali předsedové tří koaličních stran koaliční smlouvu.

### Odpůrci
Proti koalici SPOLU dlouhodobě vystupuje část členů stran, které tuto koalici tvoří. Členům častokrát vadí, že se program jejich vlastních stran dlouhodobě rozpouští v projektu koalice SPOLU a část z nich právě kvůli tomuto projektu již své vlastní strany opustila. Mezi kritiky SPOLU, kteří jsou členy ODS, dlouhodobě patřil bývalý europoslanec Jan Zahradil (ke konci března 2025 z ODS vystoupil), hejtman Jihočeského kraje Martin Kuba či senátorka Vladimíra Ludková, všichni jsou pak toho názory, že by ODS v koalici SPOLU už kandidovat neměla. Z KDU-ČSL koalici SPOLU dlouhodobě kritizují např. senátor Jiří Čunek či bývalý předseda KDU-ČSL Cyril Svoboda, který KDU-ČSL vyzval vypovězení koaliční smlouvy. Mezi nejznámější kritiky koalice SPOLU z TOP 09 patřil třeba exministr financí Miroslav Kalousek, který z TOP 09 v roce 2024 vystoupil. Část ODS třeba vystupovala proti tomu, aby kandidovali v koalici SPOLU ve volbách do Evropského Parlamentu 2024, řadili se do ní třeba na začátku uvedený Jan Zahradil či senátoři Lumír Aschenbrenner a Tomáš Jirsa. Část členů ODS pak nepodpořilo koaliční smlouvu pro volby do Poslanecké sněmovny Parlamentu České republiky 2025, mezi ně patřil již zmíněný Martin Kuba, senátor Martin Červíček či zastupitel Ústeckého kraje Michal Šidák.

## Složení
| Název | Název                        | Ideologie                | Pozice               | Lídr | Lídr                     | Sněmovní volby 2021 |
| ----- | ---------------------------- | ------------------------ | -------------------- | ---- | ------------------------ | ------------------- |
|       | Občanská demokratická strana | liberální konzervatismus | středopravá až pravá |      | Petr Fiala               | 35/200              |
|       | KDU-ČSL                      | křesťanská demokracie    | střed až středopravá |      | Marek Výborný            | 22/200              |
|       | TOP 09                       | liberální konzervatismus | středopravá          |      | Markéta Pekarová Adamová | 14/200              |

## Lídři v krajích
| Kraj            | Lídr  | Lídr                     | Lídr          | Dvojka kandidátky | Dvojka kandidátky  | Dvojka kandidátky | Trojka kandidátky | Trojka kandidátky   | Trojka kandidátky | Výsledky ODS, TOP 09 a KDU-ČSL v roce 2017 dohromady | Výsledky ODS, TOP 09 a KDU-ČSL v roce 2017 dohromady | Výsledky koalice SPOLU v roce 2021 | Výsledky koalice SPOLU v roce 2021 |
| Kraj            | Jméno | Jméno                    | Strana        | Jméno             | Jméno              | Strana            | Jméno             | Jméno               | Strana            | Hlasů                                                | Mandátů                                              | Hlasů                              | Mandátů                            |
| --------------- | ----- | ------------------------ | ------------- | ----------------- | ------------------ | ----------------- | ----------------- | ------------------- | ----------------- | ---------------------------------------------------- | ---------------------------------------------------- | ---------------------------------- | ---------------------------------- |
| Praha           |       | Markéta Pekarová Adamová | TOP 09        |                   | Jana Černochová    | ODS               |                   | Marek Benda         | ODS               | 33,6 %                                               | 9/24                                                 | 40,02 %                            | 11/23                              |
| Středočeský     |       | Jan Skopeček             | ODS           |                   | Helena Langšádlová | TOP 09            |                   | Martin Kupka        | ODS               | 22,3 %                                               | 6/26                                                 | 28,74 %                            | 10/26                              |
| Jihočeský       |       | Jan Bauer                | ODS           |                   | Jan Bartošek       | KDU-ČSL           |                   | Václav Král         | ODS               | 22,8 %                                               | 4/13                                                 | 29,09 %                            | 5/13                               |
| Plzeňský        |       | Martin Baxa              | ODS           |                   | Marek Ženíšek      | TOP 09            |                   | Rudolf Salvetr      | ODS               | 20,4 %                                               | 2/11                                                 | 26,57 %                            | 4/11                               |
| Karlovarský     |       | Jan Bureš                | ODS           |                   | Lukáš Otys         | TOP 09            |                   | Oľga Haláková       | KDU-ČSL           | 14,9 %                                               | 0/5                                                  | 20,22 %                            | 1/5                                |
| Ústecký         |       | Karel Krejza             | ODS           |                   | Libor Turek        | ODS               |                   | Michal Kučera       | TOP 09            | 14,9 %                                               | 1/13                                                 | 19,77 %                            | 3/14                               |
| Liberecký       |       | Petr Beitl               | ODS           |                   | Zdeněk Chmelík     | TOP 09            |                   | Vít Vomáčka         | nestr./ODS        | 16,6 %                                               | 1/8                                                  | 22,77 %                            | 2/8                                |
| Královéhradecký |       | Ivan Adamec              | ODS           |                   | Pavel Bělobrádek   | KDU-ČSL           |                   | Pavel Staněk        | ODS               | 22,5 %                                               | 2/11                                                 | 28,58 %                            | 4/11                               |
| Pardubický      |       | Pavel Svoboda            | nestr./TOP 09 |                   | Radim Jirout       | ODS               |                   | Marek Výborný       | KDU-ČSL           | 22 %                                                 | 2/10                                                 | 28,52 %                            | 4/10                               |
| Vysočina        |       | Vít Kaňkovský            | KDU-ČSL       |                   | Eva Decroix        | ODS               |                   | Romana Bělohlávková | nestr./KDU-ČSL    | 23 %                                                 | 2/10                                                 | 28,00 %                            | 4/10                               |
| Jihomoravský    |       | Petr Fiala               | ODS           |                   | Jiří Horák         | KDU-ČSL           |                   | Vlastimil Válek     | TOP 09            | 25,4 %                                               | 6/23                                                 | 30,03 %                            | 9/23                               |
| Olomoucký       |       | Marian Jurečka           | KDU-ČSL       |                   | Martin Major       | ODS               |                   | Josef Ťulpík        | ODS               | 20,4 %                                               | 2/12                                                 | 24,54 %                            | 4/12                               |
| Zlínský         |       | Ondřej Benešík           | KDU-ČSL       |                   | Stanislav Blaha    | ODS               |                   | Róbert Teleky       | KDU-ČSL           | 24 %                                                 | 2/12                                                 | 27,78 %                            | 4/12                               |
| Moravskoslezský |       | Zbyněk Stanjura          | ODS           |                   | Pavla Golasowská   | KDU-ČSL           |                   | Jakub Janda         | ODS               | 16,5 %                                               | 3/22                                                 | 20,64 %                            | 6/22                               |

## Volební výsledky

### Poslanecká sněmovna

Výsledky koalice SPOLU ve volbách do Poslanecké sněmovny v roce 2021

| Volby | Hlasy     | Hlasy | Mandáty | Mandáty | Pozice | Postavení |
| Volby | Abs.      | %     | Abs.    | ±       | Pozice | Postavení |
| ----- | --------- | ----- | ------- | ------- | ------ | --------- |
| 2021  | 1 493 905 | 27,8  | 71/200  | ▲29     | ▲1.    | Vláda     |

### Senát
| Volby | První kolo | První kolo | Druhé kolo | Druhé kolo | Mandáty | Mandáty | Mandáty | Pozice |
| Volby | Hlasy      | %          | Hlasy      | %          | Zvoleno | Celkem  | ±       | Pozice |
| ----- | ---------- | ---------- | ---------- | ---------- | ------- | ------- | ------- | ------ |
| 2022  | 360 539    | 35,5       | 229 784    | 47,9       | 19/27   | 42/81   | ▲8      | ▲1.    |

Zahrnuje ODS, TOP 09, KDU-ČSL a Tábor 2020.

### Zastupitelstvo Prahy
| Volby | Hlasy     | Hlasy | Mandáty | Mandáty | Pozice | Postavení |
| Volby | Abs.      | %     | Abs.    | ±       | Pozice | Postavení |
| ----- | --------- | ----- | ------- | ------- | ------ | --------- |
| 2022  | 5 828 523 | 24,7  | 19/65   | ▼4      | ▬1.    | Koalice   |

### Evropský parlament
| Volby | Hlasy   | Hlasy | Mandáty | Mandáty | Pozice |
| Volby | Abs.    | %     | Abs.    | ±       | Pozice |
| ----- | ------- | ----- | ------- | ------- | ------ |
| 2024  | 661 250 | 22,27 | 6/21    | ▲6      | 2.     |

### Zastupitelstva krajů
Koalice SPOLU v krajských volbách v září 2024 kandidovala ve čtyřech krajích.

#### Zastupitelstvo Středočeského kraje
| Volby | Hlasy  | Hlasy | Mandáty | Mandáty | Pozice | Postavení |
| Volby | Abs.   | %     | Abs.    | ±       | Pozice | Postavení |
| ----- | ------ | ----- | ------- | ------- | ------ | --------- |
| 2024  | 61 027 | 17,6  | 13/65   | ▼5      | ▼3.    | Koalice   |

#### Zastupitelstvo Jihomoravského kraje
| Volby | Hlasy   | Hlasy | Mandáty | Mandáty | Pozice | Postavení |
| Volby | Abs.    | %     | Abs.    | ±       | Pozice | Postavení |
| ----- | ------- | ----- | ------- | ------- | ------ | --------- |
| 2024  | 131 058 | 39,9  | 31/65   | ▲7      | ▲1.    | Koalice   |

#### Zastupitelstvo Moravskoslezského kraje
| Volby | Hlasy  | Hlasy | Mandáty | Mandáty | Pozice | Postavení |
| Volby | Abs.   | %     | Abs.    | ±       | Pozice | Postavení |
| ----- | ------ | ----- | ------- | ------- | ------ | --------- |
| 2024  | 38 746 | 13,7  | 10/65   | ▼7      | ▼3.    | Opozice   |

#### Zastupitelstvo Libereckého kraje
| Volby | Hlasy | Hlasy | Mandáty | Mandáty | Pozice | Postavení |
| Volby | Abs.  | %     | Abs.    | ±       | Pozice | Postavení |
| ----- | ----- | ----- | ------- | ------- | ------ | --------- |
| 2024  | 9 937 | 8,8   | 5/45    | ▬0      | ▬3.    | Koalice   |